# デジモンフロンティア
『デジモンフロンティア』（DIGIMON FRONTIER）は、2002年4月7日から2003年3月30日まで、フジテレビ系列で放送されたテレビアニメ。デジモンシリーズ第4作目。

## 概要
いわゆる「デジモン四部作」の最終作である。これまでに放送された『デジモンアドベンチャー』（無印）、『デジモンアドベンチャー02』、そして『デジモンテイマーズ』との関連は無い新シリーズで、「パートナーデジモンの不在」「子供たち自らがデジモンに変身（進化）」と、前3作から大きな方針展開を行った作品である。これは、スタッフが「パートナーデジモンが戦っている間、子供たちはただ見ているだけ」という状況に疑問を抱き、その結果生まれたものである。東映プロデューサー・関弘美は本作品を「スーパー戦隊シリーズを意識した作りにしている」とコメントしており、主要メンバー5人が全員、個性的で熱血漢・クールな二枚目のライバル・紅一点・少年・巨漢で構成され、後半で敵陣から味方になる生き別れの兄弟の6人目のメンバー、さらに敵幹部などにそれが垣間見える。
現実世界が主な舞台であった『デジモンテイマーズ』とは対照的に、本作品ではほぼ全編をデジタルワールドを舞台にしており「異世界を冒険するファンタジーもの」という方向性である。パートナー不在のため「デジモンとの絆」というシリーズ共通のテーマは基本的に薄い。しかし「デジタルワールドを旅する」「メインキャラの血縁者が後にメンバーとして加わる」「メインキャラが悩みを抱えている」など、『無印』を連想させる部分も多い。
「みんな均等に見せ場があり、敵を倒す回数もほぼ同じになるように、というのが基本的な作り方のスタンス」で製作され、一部の登場人物だけが活躍しない『無印』とは対照的に、進化体系は後半に入るとほぼ拓也と輝二の2人に集中した。特に終盤は仲間たちのスピリットを集めるハイパースピリットエボリューションにより、拓也と輝二以外はほとんど戦闘に参加しなくなる。
前3作は、世間に広くデジタルワールドおよびデジモンの存在が知れ渡っていく展開になっているが、本作品では唯一最後までデジモンの存在は広く認知されずに終わった。
下記の視聴率、グッズ売上や映画興行などは厳しい結果となった。本作品で4年間続いたデジモンシリーズは一旦終了となり、本来劇場版として製作された『デジタルモンスター ゼヴォリューション』を除くと第5作目である『デジモンセイバーズ』までは3年の間が空くことになる。
デジモンシリーズのアニメ作品で唯一、本編・劇場版ともにオメガモンが登場せず、ロイヤルナイツが完全な「悪」として描かれた作品である。
ナレーターは、菊池正美が担当。
最高視聴率：10.3%、最低視聴率： 4.7%、平均視聴率： 7.2%、バンダイ総玩具売上45億円。

### フロンティアでのデジモン・デジタルワールド
今作のデジタルワールドは前作『テイマーズ』のSF要素やレトロフューチャーの強いものから一転、視聴者により分かりやすい世界観が用意され、シリーズ中最もファンタジー要素の強いものとなっている。
古代にヒューマンデジモンとビーストデジモンの争いが続き、その世界をルーチェモンが平和裏に統治した。しかしルーチェモンは豹変し、徐々に独裁的になり、古代の十闘士との戦いを経てダークエリアに封印された。その後、デジタルワールドは十闘士のスピリットを持つ三大天使により統治された。
地球のように球体をしており、この世界を構成する属性別にそれぞれ10のエリアと中心にダークエリアが存在する。土地を覆うようにトレイルモンのレールが世界中に敷かれていて、土地のデータがスキャンされてもレールだけは残る。
デジモンもデジタルワールドも全てバーコードのようなデジコードで構成されており（トレイルモンのレール以外）、地形や建物を破壊すると、デジコードとなって吸収されて消滅するが、データを元に戻せばその土地は再生する。デジモンは倒されるとデジコードを相手に吸収され、自身はデジタマに戻り、別の時代・別の場所で再生する。デジコードが出現しないのはそのデジモン（あるいは人間）が本体から作り出された分身、または魂だけの存在ということになる。
人間界とデジタルワールドの間には（誰が作ったのかは不明だが）両世界を繋ぐターミナルが存在しており、（オファニモンなどの特殊なデジモンの導きが必要かもしれないが）人間はここからデジタルワールドに行くことができる。だがデジモンは人間界に現れると、歪みが生じて世界が崩壊する恐れがあるので人間界に赴くことは不可能とされている。にもかかわらず、人間界とデジタルワールドを繋ぐターミナルの存在や、ルーチェモンなどの人間界に赴こうとするデジモンたちの行動など、いささか矛盾点も多い。またこのターミナルはルーチェモンとの最終決戦時に崩壊してしまい、拓也たちが人間界に帰還したのを最後に人間界とデジタルワールドの接点は失われたが、7話でトイアグモンたちがターミナルを使わずに人間界に侵攻しようとした例や輝一の例などがあり、他にも両世界の接点が存在する。

### スピリットエボリューション
かつてデジタルワールドを救ったという十闘士が残したアイテム・スピリットを利用した人間またはデジモンから「ハイブリッド体」への変身。公式によれば、「ハイブリッド体」は、『デジモンのデジコアに人間の遺伝情報を注入して生まれた特殊な状態』とのこと。
本作品と玩具「ディースキャナ」のベースとなる進化で、火・風・雷・氷・土・水・木・鋼・光・闇の10種類でそれぞれヒューマンスピリット、ビーストスピリットの2つがある（闇のスピリットは善・悪それぞれ2個があるが、悪が善に変わっただけであって、元々は2個である。つまり全属性で計20個ある）。
ヒューマン体→ビースト体へ、もしくはビースト体→ヒューマン体になることをスライドエボリューションという。しかしながら、あまりにも特殊でゲームなどへの転用が難しいシステムとなっている。デジモンバトルクロニクルでは力を失ったアグニモン（フレイモン）を成長期として登場させた。
後のゲーム・カードなど、他メディアでのフロンティアのレギュラーデジモンの再使用率は、前3作のレギュラーデジモンと比べ非常に低い。
アニメシリーズ第5作『デジモンセイバーズ』では、「バイオデジモン」が登場している。

## ストーリー
日常生活に退屈していた神原拓也は、弟・信也の誕生日の日に携帯電話から謎のメールを受け取り、その指示に従い同じメールを受け取った謎の少年と共に、渋谷駅の地下へ向かいトレイルモンに乗り込む。そして同乗していた織本泉、柴山純平、氷見友樹とともに未知の世界・デジタルワールドへとたどり着く。
だが、到着した場所ではケルベロモンがデジコードを奪って暴れていた。その地に眠っていた炎のスピリットに選ばれ、拓也は炎の闘士・アグニモンへと進化、ケルベロモンを倒し、デジタマへ還した。
そこで出会ったボコモン&ネーモンとトレイルモンに同乗した3人、そして再会した謎の少年・源輝二と共にデジタルワールドを支配するケルビモンを倒すため、拓也たちの冒険が始まった。

## 登場キャラクター

### 人間・正義の十闘士
謎のメールにより導かれ、トレイルモンに乗ってデジタルワールドに来た子どもたち。輝一以外は携帯電話がディースキャナ（デジヴァイス）として変化し、それを通じて十闘士の力を受け継いだハイブリッド体デジモンへと進化する（輝一のデジヴァイスは輝二のデジヴァイスが2つに分かれて生じた物である）。
神原 拓也（）
声 - 竹内順子
本作品の主人公。10歳。小学5年生。8月生まれ。赤&黒の色のディースキャナ（途中で同色の新型になる）と「炎」のスピリットを手に入れる。
正義感が強く明るい熱血漢。運動神経抜群で、サッカーが得意。自由が丘に住んでおり、家族構成は父・母・弟の信也。拓也がオファニモンからメールを受け取った日は信也の誕生日だった。
携帯電話に届いたオファニモンからの「未来を決めるゲーム」のメールに呼ばれ、そのメールの指示に従って渋谷駅に向かう途中で輝二と出会い、デジタルワールドに向かうトレイルモンの中で純平、泉、友樹と出会う。そして「炎の街」でボコモン・ネーモンと出会い、「炎」のスピリットを手に入れてアグニモンに進化した。

常に前向きで物怖じしない性格で、旅の中では常に仲間たちの先頭に立って行動をしており、たまに（仲間を思ってのことだが）自分の意見を強引に通そうとすることも。それが災いすることもあり、そのため正反対の性格の輝二とは衝突することもしばしばあった。その一方で最終話ではルーチェモン・サタンモードの強さに絶望して泣き出すといった涙もろい一面も見せた。料理のセンスは皆無であり、同レベルの腕前を持つ輝二と争ったこともある。
ダスクモンに負けたことによって自信喪失してしまったことがあり、現れた闇のトレイルモンに乗って一度1人だけで過去の現実世界に戻り、その際にフレイモンの姿になってしまう。ダスクモンの影に怯える拓也は運命を変えるために過去の自分を追い、その途中で輝二の後を追いかける輝一を目撃する。止めようとするも次第に冒険を始めた時のことを思い出していき、地下鉄で踏み止まる自分を後押しする。自分の弱さを乗り越えたことでアグニモンの姿に戻り、デジタルワールドに帰還した。そして悪の五闘士たちに捕らえられた仲間を助け、デジタルワールドの自然の力を感じ取り、味方に付けて敵を撃退したことでデジモン（アグニモン）の能力を改めて実感した。
兄弟に関しては勘が鋭く協力的で、兄弟のことでは何かと（友樹のことを信也と重ねて常に気にかけたり、純平が一人っ子であることを見抜いたり、輝二に友樹のことを弟のように思うように話したり、輝一のことを知り思い悩む輝二を叱咤・助言したり、と）頼りになる一面がある。自分自身も信也の良き兄になりたいと思っている。
46話にて光のエリアにあるオファニモンの城でエリアのデータを封印するキーを探していた途中、泉に告白じみたことを言いかけたが、結局うやむやに終わってしまった。
ドラマCD『希望という名の電車』では高校三年になっており、埼玉県立浦和高等学校卒業生でセリエAで活躍した富田祐弘選手（フロンティアのシリーズ構成を務めた人物に由来）を尊敬していて、セリエDに入団する為にイタリアへの留学を考えている。また、その為にイタリア語を泉から教わっている模様。
敵のデータをスキャンする時のキメ台詞は「汚れた悪の魂よ、このデジヴァイスが浄化する！」。ケルビモン（悪）のデータをスキャンした際は「悪に染まりし魂を、このデジヴァイスが浄化する！」。ルーチェモン・フォールダウンモードのデータをスキャンした際は「ルーチェモン…憎しみと恨みに満ち溢れた、その邪悪な心を消し去るがいい！今こそ怨念のエネルギーを、浄化する！」。
各国の日本国外名
英語：タクヤ・カンバラ（Takuya Kanbara）
朝鮮語：ウ・ジョンフン/ウ・ゾンフン/ウ・ズォンフン（ハングル：우정훈）
アグニモン
「炎」のヒューマンスピリットで拓也が進化した姿。拓也が最初に進化したデジモンでもある。第1話で初進化した。最終話で実体化し、拓也と共に戦った。炎と格闘技を駆使した技を繰り出す。必殺技は「バーニングサラマンダー」、得意技は「ファイアーダーツ」「サラマンダーブレイク」。
各国の日本国外名
英語：アグニモン（Agunimon）
朝鮮語：アグニモン（ハングル：아그니몬）
ヴリトラモン
「炎」のビーストスピリットで拓也が進化した姿。最初はビーストスピリットの野性の本能に振り回されて暴走してガルムモン、ブリッツモンを襲い森を火の海にしてしまったが、友樹の励ましによってスピリットの制御に成功。ギガスモンを一騎打ちで倒す活躍を見せた。必殺技は「フレイムストーム」、「コロナブラスター」。
各国の日本国外名
英語：バーニンググレイモン（BurningGreymon）
朝鮮語：ブイトゥラモン（ハングル：브이트라몬）
アルダモン
ダブルスピリットエボリューションで拓也がセラフィモンの力を授かり進化した姿。セフィロトモンとの戦いでは自分たちの技を無効化され苦戦したが、仲間たちを叱咤激励し逆転勝利をするきっかけを作った。必殺技は「ブラフマシル」「ブラフマストラ」。また、『デジモンクロスウォーズ～時をかける少年ハンターたち』にも登場し、声も竹内が演じた。
各国の日本国外名
英語：アルダモン（Aldamon）
朝鮮語：アルダモン（ハングル：아르다몬）
カイゼルグレイモン
ハイパースピリットエボリューションで拓也がオファニモンの力を授かり進化した姿。炎・氷・風・土・木のスピリットが集まって進化し、胸の紋章は「炎」と読める物に変化している。究極体クラスの力を持ち、マグナガルルモンとともにケルビモンを打ち破った。続くロイヤルナイツとの戦いでは当初デュナスモンに圧倒されるも、諦めずにデジタルワールドを救おうという想いから次第に実力を高めていき、47話でついにデュナスモンを倒すことに成功する。必殺技は「九頭龍陣（）」「炎龍撃（）」。
各国の日本国外名
英語：エンペラーグレイモン（EmperorGreymon）
朝鮮語：カイゼルグレイモン（ハングル：카이젤그레이몬）
スサノオモン
エンシェントスピリットエボリューションで進化した姿。初進化時は拓也と輝二の2人による進化だったが、人間界に侵攻するルーチェモン・サタンモードを止める最後の進化は純平、泉、友樹も入れ5人で進化した。その強さは凄まじく、必殺技の一つはデジタルワールドのダークエリアを真っ二つにするほどで、デジタルワールドの全てを焼き尽くすルーチェモン・サタンモードの必殺技にも数刻耐え、ルーチェモン・フォールダウンモードの必殺技やラルバの不意打ちをも魂とスピリットに分離し、避けるなどの荒技を見せた。主人公たちが進化する中で唯一のハイブリッド体ではなく、究極体のデジモンである。必殺技は「天羽々斬（）」「八雷神（）」。『デジモンクロスウォーズ～時をかける少年ハンターたち』にも登場した。
各国の日本国外名
英語：スサノオモン（Susanoomon）
朝鮮語：スサノオモン（ハングル：스사노오몬）

源 輝二（）
声 - 神谷浩史
11歳。小学5年生。白&紺の色のディースキャナ（途中で青&黒の色の新型になる）と「光」のスピリットを手に入れる。
冷静で無口な一匹狼だが、シャイな部分も。拓也と違って先走った行動を取らない。長い髪を後ろで1つに束ね、頭にバンダナを巻いている。料理のセンスは拓也と同レベル。家族構成は父・継母（3年前に再婚した）の3人暮らしだが、本当は赤ん坊のころに離婚して死んだと聞かされていた母親に引き取られた双子の兄・輝一がいる。デジタルワールドに旅立った日は輝二の両親の結婚記念日で、継母に送る花束を選んでいる途中だった。また家では犬を飼っており、ドラマCD『希望という名の電車』にて名前がガルムだという事が判明した。

渋谷駅行きの電車に慌てて乗った拓也と出会うも気にかけずにオファニモンの示す場所に向かった。またこの時に同じ電車に輝一も乗っていたのだが、本人（と拓也）は気づかずに拓也と共に地下に向かった。それでも輝一の身に異常が起きたことは無意識ながらも伝わっていた。
拓也たちより少し遅れてデジタルワールドに到着した輝二はオファニモンからスピリットと自分に課せられた謎（輝一と実母のこと。なぜオファニモンが知っていたのかは最後まで不明）のことを聞いた後、デジヴァイスが示す方向に向かい、地下迷宮で「光」のスピリットを手に入れてヴォルフモンに進化する。
また冷静なあまり、（周りから見れば）冷淡な発言をすることも多く、時々仲間（主に拓也）と衝突してしまうこともあった。冷たい印象が強いが、本当はシャイで仲間思いの優しい心の持ち主で、自分の危険を顧みずに仲間を助ける良いところもある。冷静な判断力は子供たちの中でも飛び抜けており、時に拓也と対立しながらも仲間たちを危険から守っていった。
「闇の大陸」でダスクモンと遭遇してからは、お互いの存在を意識しながらも対立していき、そのたびに自分と似た容姿の少年（輝一）の面影を感知していた。そして記憶を呼び覚ましたダスクモンによってその正体が双子の兄であることが明らかになり、その事実を知った途端、輝二は戦うことを躊躇したが後から駆けつけた拓也に叱咤されたことによって戦う気持ちを取り戻し、ベオウルフモンに進化して輝一に植え付けられた闇のスピリットをスキャンした。輝一と対面してこれまでのことを全て聞き、改めて真実を悟るも自分に兄弟がいたことに戸惑い、輝一とは気まずい雰囲気が続いて会話もろくにできなかったが、拓也たちの助言を受けてお互いのことを理解し合い、輝一のことを気にかけるようになる。またその時から以前のような冷淡さも緩和されていき、拓也たちと常に行動を共にするようになる。父親が再婚した継母を「母さん」と呼べずにいたが、2人の結婚記念日を気に態度を改めようと考えていた。その後デジタルワールドでの冒険の中で成長し、それを克服した。
格闘の心得もあるようで、第2話で無数のパグモン相手に棒術を披露している。
デジタルワールドから帰還してからは両親の結婚記念日を祝った後に輝一の頼みで本当の母親と再会し、輝一と連絡を取り合うようになった。また継母とも良好な関係を築いている（ドラマCDにて）。
敵のデータをスキャンする時のキメ台詞は「闇に蠢く魂よ、聖なる光で浄化する！」。
各国の日本国外名
英語：コジ・ミナモト（Koji Minamoto）
朝鮮語：ソンウ・ヒョン（ハングル：선우현）
ヴォルフモン
「光」のヒューマンスピリットで輝二が進化した姿。輝二が最初に進化したデジモンでもある。最終話で実体化し、輝二と共に戦った。光の剣で戦う。必殺技は「リヒト・ズィーガー」、得意技は「ツヴァイ・ツイーガー」「リヒト・クーゲル」。
ガルムモン
「光」のビーストスピリットで輝二が進化した姿。最初は野生の本能に振り回されてうまく制御できなかった。脚についたローラーで高速で移動することも可能。必殺技は「スピードスター」、得意技は「ソーラーレーザー」。
ベオウルフモン
ダブルスピリットエボリューションで輝二がセラフィモンの力を授かり進化した姿。ダスクモンと互角に渡り合う力を持ち2枚刃の剣で戦う。必殺技は「ツヴァイハンダー」、「リフトアングリフ」。
マグナガルルモン
ハイパースピリットエボリューションで輝二がオファニモンの力を授かり進化した姿。光・雷・闇・鋼・水のスピリットが集まって進化し、胸の紋章は「晃」と読める物に変化している。究極体クラスの力を持ち、カイゼルグレイモンとともにケルビモンを打ち破った。続くロイヤルナイツとの戦いでは当初ロードナイトモンに圧倒されるも、諦めずにデジタルワールドを救おうという想いから次第に実力を高めていき、47話でついにロードナイトモンを倒すことに成功する。必殺技は「スターライトベロシティ」、「マシンガンデストロイ」。
スサノオモン
拓也のスサノオモンを参照。

織本 泉（）
声 - 石毛佐和
10歳。小学5年生。紅一点。5月生まれであり、2話では拓也に対して自分の方が3ヶ月年上であると自慢していた。紫&ピンクの色のディースキャナと「風」のスピリットを手に入れる。
イタリアからの帰国子女で、1年前にイタリアから日本に帰国してきた。会話にもイタリア語を多用する。基本的に強気で勝気な性格だが、女の子らしい優しさも併せ持つ。
人間界からデジタルワールドに向かうトレイルモンの中で拓也、友樹、純平と出会い、「そよかぜ村」で「風」のスピリットを手に入れてフェアリモンに進化した。

本来は優しく明るい性格なのだが、帰国子女だからという理由と、自分の意見をはっきり言い過ぎるところがあるため、クラスメイトに距離を置かれていたのと、他人に合わせるのを嫌う性格で、また疎外もされていたため、仲間の輪にうまく入れない孤独感を誰よりも理解している。そのため友達が作れず、デジモン小学校で1人浮いていたツノモンに共感したこともあり、輝二にうまく接することができない輝一を励ましたこともある。心の中ではもっと強く、優しくなって、友達をたくさん作りたいと願っていた。謎のメールに応じてゲームに参加することを決めた理由は、そんな日常の中で「面白そう」だったから。
小学校の遠足の時に一度だけ仲良くなった女の子に約束を破られたことを強く責めたことがあり、セフィロトモンのエリアの中で、その時のことをラーナモンの罠によって利用されてしまうが、今より良くなりたいという思いで強い気持ちを取り戻した。冒険の中で真に強く優しい女の子へと成長し、彼女たちと和解する。第15話にて小学生離れした発育の良いスタイルを披露した。また大食いな面があり（その食欲は純平以上で、食べ物絡みの勝負になると目の色を変える）、「アキバマーケット」でカレー30皿を軽く平らげるほど。
旅の中で仲間と一緒にいられることの楽しさを知り、周りに合わせることの大切さも理解していく。
純平に好意を寄せられており、本人もそれを自覚しているが、泉自身が誰に想いを寄せているか作中では明らかにされていないがドラマCDで、輝二に好意を寄せていたことが判明する （前述のように終盤の46話で拓也から告白じみたことを言われかけたことがあったが、その際は有耶無耶に終わっている）。紫と青を基調とした猫耳型の帽子を被り、臍部が開いた服装を着ている。家族構成は父・母・泉の3人家族。
ドラマCD『希望という名の電車』では高校生時代の彼女が登場。人気読者モデルになっている事が判明した。卒業後の進路は特に決めておらず、とりあえず進学すると言う事だけは漠然としたビジョンを持っている。
敵のデータをスキャンする時のキメ台詞は「爽やかな風に乗せ、このデジヴァイスが美しくピュアな心に浄化する！」。また、スキャンしたのは1回だけである。
各国の日本国外名
英語：ゾー・オリモト（Zoe Orimoto）
朝鮮語：ゴ・ウンビ（ハングル：고은비）
フェアリモン
「風」のヒューマンスピリットを用いて、泉が最初に進化したデジモン。背中に生えている羽で空を飛び、戦闘では掌から風を起こし、キックを主体とした肉弾戦を行う。得意技は両手の篭手から風を飛ばす「ブレッザ・ペタロ」、連続蹴りを見舞う「ロゼオ・テンポラーレ」、ヒップアタックで相手を見惚れさせ動きを一時的に止める「カリーノ・アンカ」。必殺技は逆立ちして旋風脚を繰り出す「トルネード・ガンバ」。
薄紫のランジェリーのような衣装を身に付けたデジモンで露出度が高い。劇場版では、「トルナード・ガンバ」と「カリーノ・アンカ」の連携攻撃を仕掛けた際に、ムルムクスモンの一人称視点で、下半身がズームアップがされるなど、お色気キャラとして扱われた。また、バイザーのような仮面で視ると、そよ風は水色、追い風はオレンジ、向かい風は黒という様に風の色が見えるらしい。
初めて進化した第4話ではマッシュモン3体を圧倒したものの、合体して誕生したウッドモンに技が効かず反撃をまともに喰らい敗北、進化が解除されてしまった。第5話では仲間たちが基地に潜入する間、囮役を担い多数のゴブリモンたちを相手に奮闘するが、多勢に無勢で動きが鈍ったところに顔面へ棍棒の一撃が直撃し周りを囲まれ始め、空中を飛んで一旦距離を離そうとするが、ゴブリストライクの弾幕を躱すことが出来ず被弾、体力の限界を感じ戦線から離脱する。第10話ではギガスモンの攻撃からチャックモンを庇ってスピリットを奪われてしまい、第14話でスピリットを取り返すまで進化不能になる、第15話では、一人でカルマーラモンに果敢に立ち向かうものの触手の一振りで地面に叩き落され、「タイタニックチャージ」でトドメを刺されそうになるが、初進化したカルマーラモンが技を制御しきれなかったことにより命拾いする。第16話のラーナモンとの一騎打ちでは海辺で相手の戦闘力が上がっていることも災いし苦戦、レインストリームが直撃し海に落とされ、進化が解除される。第19話では、カメレモンを「カリーノ・アンカ」で撃退するが、死角から別の個体に舌で絡め取られ、地上に引き摺り落とされる。第35話では、オファニモン救出の際、皆で光の壁を壊すため一斉に攻撃している中「カリーノ・アンカ」で攻撃を行うが一人だけ壁に弾かれてしまう。以上のようにこの姿では、格上の相手には攻撃が通じず、格下の相手には数で押されるなど、苦戦することや拓也がカイゼルグレイモンに初進化する際に拓也の呼びかけに応えられることが多かった。最終話で実体化し、泉と共に戦った。
シューツモン
「風」のビーストスピリットで泉が進化した姿。仲間の中で唯一（輝一を除く）野生の本能に振り回されることなくビーストスピリットの制御に成功している。必殺技は「ウィンドオブペイン」、得意技は「ギルガメッシュスライサー」。

柴山 純平（）
声 - 天田真人（現・四反田マイケル）
12歳。小学6年生、最年長。青&黄の色のディースキャナと「雷」のスピリットを手に入れる。
金持ちの家で育った。手先が器用で手品が得意。他にも様々な知識を持っており、筏の設計図なども作ったことがある。また好物のチョコレートをいくつも服の中に持っており、どこからともなく取り出す。明るく、だがどこかおっちょこちょいなムードメーカーだが、時々最年長らしく冷静な意見を出すこともある。雷が苦手だが、ここ一番の時には平気らしい。渋谷駅の地下で見かけた泉に一目惚れし、彼女や拓也、無理矢理乗せられた友樹と同じトレイルモンに同乗、以降想いを寄せているが、デジタルワールドでの冒険でその想いが報われることはなかった。無実だが、15話では泉の着替えを覗いた犯人と疑われたことがある。

人間界からデジタルワールドに向かうトレイルモンの中で拓也、友樹、泉と出会い、「風のファクトリー」で「雷」のスピリットを手に入れてブリッツモンに進化した。
最初はいささか自己中心的な態度が目立っていたが、仲間たちがデジモンに進化していく中で1人だけスピリットを持たず進化もできない自分の無力さを痛感したことをきっかけに、自分のできることで仲間の力になろうと行動するようになり、スピリットを手に入れた後も仲間を信頼するようになる。特定の友達を作れず悩んでいたが、冒険の中で成長し、みんなの輪の中に入ることができるようになった。
特技は手品で、それは純平がクラスの中で自分をアピールするために身につけたもの。しかし友情を何かと交換しようとする卑屈な態度がかえって周囲との壁となってしまい、今まで本当の友達と呼べる仲間はできなかった。デジタルワールドでの冒険を通じ、本気で助け合える仲間を得たことにより自信を身に着けていく。
家族構成は不明だが、一人っ子である。
ドラマCD『希望という名の電車』では、オペラ歌手を目指して音大に入学した事が判明した。
なお未だに泉に片思いしており、彼女へのプロポーズは相変わらず上手くいっていない。
敵のデータをスキャンする時のキメ台詞は「悪に染まりし魂を、我が雷が浄化する！」。
各国の日本国外名
英語：ジュンペー・"ジェー.ピー."・シバヤマ（Junpei "J.P." Shibayama）
朝鮮語：アン・ドヨン（ハングル：안도영）
ブリッツモン
「雷」のヒューマンスピリットで純平が進化した姿。純平が最初に進化したデジモンでもある。最終話で実体化し、純平と共に戦った。仲間の中で一番パワーがあり、雷の技を使う。レアモンの臭気であっさり戦闘不能になったこともあったが拓也と輝二を除くメンバーの中だと戦闘面での活躍は高い。必殺技は「トールハンマー」、得意技は「ミョルニルサンダー」「ライトニング・ボンバー」。
ボルグモン
「雷」のビーストスピリットで純平が進化した姿。最初はビーストスピリットの野生の本能に振り回されて制御できなかった。ドラマCDによると純平曰くこの姿の時は頭が冴えているようで、月からデジタルワールドへ帰ろうとした時本格的なロケットの設計図を描いた。必殺技は「フィールドデストロイヤー」、得意技は「アルティメットサンダー」。

氷見 友樹（）
声 - 渡辺久美子
9歳。小学3年生、最年少。水色&緑の色のディースキャナと「氷」のスピリットを手に入れる。
泣き虫で臆病だが、いざという時の勇気と行動力、それに誰とでも仲良くなれる優しさも持っている。デジタルワールドに来たのは勝春たちによって無理矢理トレイルモンに押し込まれたのが原因だった。
人間界からデジタルワールドに向かうトレイルモンの中で拓也、純平、泉と出会い、十闘士の壁画の近くで「氷」のスピリットを手に入れてチャックモンに進化した。

最初は元の世界に帰りたがっていたが、拓也がアグニモンに進化したのをきっかけに、自分も強くなっていじめっ子たちを懲らしめたいと思うようになり（正義のヒーローに対する憧れも強かった）、その思いをケルビモン（悪）に洗脳されたバクモンに利用されてしまったこともある。だがテレビの森で仕返しは勇気とは違うと拓也に諭されたことで懲らしめるだけが正義ではないと知る。甘えん坊で泣き虫だったため学校ではいじめられっ子で、またいつも両親に頼りがちだったため年の離れた兄に厳しく扱われてばかりだったが、冒険の中で強く逞しく成長し、セフィロトモンの体内での戦いを経て、兄の想いも理解でき、鋼のエリアで再会した勝春たちと和解した。
家族構成は父・母・大学生の兄。家の中では優しい両親に甘えてわがままな面を見せる一方、外ではいつもおどおどと人の陰に隠れていることも多かった。
何かと自分のことを気にかけてくれる拓也を「拓也お兄ちゃん」と呼び、兄のように慕っている。基本的に他のメンバーも「さん」付けで呼んでいるが、進化している時は拓也を含めて呼び捨てで呼ぶことも。
遊ぶことが大好きで、テレビゲームは大の得意。
敵のデータをスキャンする時のキメ台詞は「いじめ、いじわる許さない！このデジヴァイスが氷のように勇気を固めて浄化する！」。また、スキャンしたのは2回だけである。
人間界に帰還してしばらくした後、勝春達と共にサッカーをする描写が描かれている他、ドラマCD『希望と言う名の電車』で高校1年生になっても彼らと親しい関係を築けている様子。
また身長も180cmと拓也より高くなり、彼に対する呼称も「拓也さん」となった。「いじめ、意地悪、許さない」をスローガンに生徒会長立候補を視野に入れており、勝春と鉄平も協力してくれる事になったという（ちなみに、スローガンの元ネタは自身のデジコードスキャン時の台詞である）。
各国の日本国外名
英語：トマス・"トミー"・ヒミ（Thomas "Tommy" Himi）
朝鮮語：ジン・ガラム（ハングル：진가람）
チャックモン
「氷」のヒューマンスピリットで友樹が進化した姿。友樹が最初に進化したデジモンでもある。最終話で実体化し、友樹と共に戦った。体を変幻自在に凍らせて戦う。必殺技は「スノーボンバー」、得意技は「ツララララ〜」「カチカチコッチン」。また、『デジモンクロスウォーズ～時をかける少年ハンターたち』にもチャックモンの姿で登場し、声も渡辺が演じたが、渡辺が別役（ガムドラモン）でレギュラー出演していたためにノンクレジット。
ブリザーモン
「氷」のビーストスピリットで友樹が進化した姿。最初はビーストスピリットの野生の本能に振り回されて制御できず、その際に普段の友樹の性格からは想像できないようなやんちゃぶりを見せる。必殺技は「アヴァランチステップ」「グレッチャートルペイド」。

木村 輝一（）
声 - 鈴村健一
11歳。小学5年生。輝二の双子の兄。黒&灰の色のディースキャナと「闇」のスピリットを手に入れる。
本編ではどんな性格かは分かりづらかったが、ブックレットによれば思いやりが深い性格である。
赤ん坊のころ両親が離婚し、母親に引き取られた。その後は母と祖母の3人で暮らしていたが、祖母の死ぬ間際の言葉により、双子の弟・輝二の存在を知る。それ以来母親に内緒で何度も輝二に会おうとしたがなかなか出て行くことができず、オファニモンのメールに導かれ渋谷駅の地下ホームへ向かった輝二を追って自らも向かうが、その途中階段から転落し、意識だけの状態でデジタルワールドへ迷い込む。その時、本当の母親のことも彼女の苦労も知らずに何一つ不自由のないように見える輝二の生活を見るうちに徐々に暗い気持ちが芽生え、ケルビモンによって闇の闘士ダスクモンのスピリットを植え付けられる。

輝一としての自分の記憶を封じられて徹底した非情にして冷酷な性格となり、悪の五闘士の1人として拓也たちの前に立ちはだかるが、自分の攻撃で倒れた輝二を見て混乱し、力を暴走させた後でその場から姿を消す。それからはことあるごとに輝二と何度も対決するようになり、そのたびに本来の自分の記憶が蘇っていった。オファニモンの力によって記憶を取り戻すが、源家を憎んでいた記憶も甦り再び輝二とあい見えることになる。戦いの末ベオウルフモン（輝二）に「闇」のスピリットをスキャンされ、自らを取り戻し、輝二たちにこれまでのことを全て話した。その後、襲ってきた分身のケルビモンに心の闇を指摘されながらも、自らの過ちを認め、もう二度と闇に負けないと決意し、その強い思いに反応して真の力を取り戻した「闇」のスピリットでレーベモンに進化し、正式に拓也たちの仲間となった。
最初はダスクモンの時の罪悪感もあって輝二にうまく接することができなかったが、仲間の励ましもあってお互いを理解しあうようになり、輝二のことを気にかけるようになる。
旅をしている間は自分が精神体であることに気づいていなかったが、ダメージを受けてもデジコードが出ない自分に違和感を覚えていき、45話でロードナイトモンの言葉によりその事実を知ることになる。その後は戸惑いながらも、その真実を仲間に伏せていた（ボコモンとネーモンは真実を知った時にそばにいたので最初からわかっていたが、輝一に口止めされており、また輝二は事情こそ把握しなかったものの、輝一の様子には気づいていた）。その後、ルーチェモンとの決戦前に輝二に自分の母親に会うよう約束させ、輝二へ「闇」のスピリットを託し、自らはルーチェモンによって魂のデータをスキャンされたが、拓也たちが現実世界へ帰還する際のレーベモンの通信により、輝一は階段から落ちて意識不明のまま生存していることが判明。急いで病院へ駆け付けた輝二の涙と拓也たちのデジヴァイスの光により意識を取り戻す。
デジタルワールドから帰還してからは輝二と母親を再会させ、輝二と連絡を取り合うようになった（ドラマCDにて）。
ドラマCD『希望という名の電車』では高校生になっており、医学部への進学を決めている。また、バックパッカーになって世界一周を目指そうとする輝二の姿に寂しさを覚え始めている。
また、最終話の進化時にいないはずの輝一の手があるという矛盾点がある。
敵のデータをスキャンする時のキメ台詞は「乱されし邪悪な心よ、闇に埋もれて眠るがいい！このデジヴァイスで浄化する！」。
各国の日本国外名
朝鮮語：ソンウ・ユン（ハングル：선우윤）
レーベモン
「闇」のヒューマンスピリットで輝一が進化した姿。輝一の思いに反応して真の力を目覚めさせた本来の姿。最終話で実体化し、別れ際に輝二に輝一の生存を伝えた。闇の力を操り、破邪の槍と盾で戦う。必殺技は「エーヴィッヒ・シュラーフ」、得意技は「エントリヒ・メテオール」。
カイザーレオモン
「闇」のビーストスピリットで輝一が進化した姿。しかし、直接このデジモンに進化したことはない。輝一の思いに反応して真の力を目覚めさせた本来の姿。最初からビーストスピリットの制御に成功している。必殺技は「シュヴァルツ・ドンナー」、得意技は「シュヴァルツ・ケーニッヒ」。

### デジモン
これ以下、各デジモンの詳細、情報はデジモン一覧を参照。
ボコモン
声 - 杉山佳寿子
拓也たちがデジタルワールドに来て最初に出会ったデジモン。成長期。腹巻を巻いている。語尾に「 - ハラ」、「 - マキ」と付ける。それ以外は関西弁や河内弁のような訛った喋り方をしている。
腹巻の中に手作りと（あぶり出しや袋とじなど、本人も知らなかった仕掛けがあるため、本当にボコモン自身が作ったかどうかは不明）思われる事典を入れており、本人も十闘士やデジモンのことに詳しい。「炎」のスピリットが封印されていた「炎のターミナル」にネーモンと住んでいた。
ネーモン
声 - 菊池正美
ボコモンの相方的存在。成長期。モモヒキを穿いている。
のんびりとした性格で、間延びした口調で話す。ボケることもしばしばで、その度にボコモンに「ゴムパッチン」でツッこまれている。時々ボコモンの言ったことに鋭いツッコミをすることも。
また、ネーモンは『デジモンアドベンチャー:』の第11話にも登場しており、こちらも菊池が声を担当している。
パタモン
声 - 荒木香恵
セラフィモンの生まれ変わった姿。成長期。腹巻をしており、語尾に「 - ハラ」、「 - マキ」と付ける。誕生時は煙幕に包まれていたため、パタモンが生まれたと思われていたが、プロットモンとロップモン同様誕生後ポヨモンからワープ進化したと思われる。デジタマを温めていたボコモンのことは相当気に入っているようで「父母上ちゃん」と呼んで慕っている。
セラフィモンとしての力は失ったものの、元三大天使の生まれ変わりだけあって幼いながらも並外れて賢く、仲間の居場所や邪悪の気配をいち早く察知したり、プロットモン、ロップモンと共に結界を張ったりするなど不思議な力もある。戦力ではないが、ベルグモンに1人で立ち向かい時間稼ぎをしたりもした。必殺技は「エアショット」。
プロットモン
声 - 浅田葉子
オファニモンが生まれ変わった姿。成長期。誕生時はユキミボタモンの姿だがすぐにワープ進化し決戦前に拓也たちと行動を共にする。
ロップモン
声 - 宍戸留美
ケルビモンが生まれ変わった姿。成長期。誕生時はココモンの姿だがすぐにワープ進化し決戦前に拓也たちと行動を共にする。

### 悪の五闘士
ケルビモンに加担する5体の闘士のこと。ダスクモンを除いた4体の闘士は、ケルビモンが倒される前に悪の五闘士自身が倒されたため、ルーチェモンとの戦いの時の名称は、元・悪の四闘士と呼ばれている。
ダスクモン
声 - 鈴村健一
「闇」のスピリットを持つ悪の五闘士の1人。
冷静沈着で、徹底した非情にして冷酷で孤独を好む性格。人型にしてベオウルフモンと互角に戦う、圧倒的な力とベルグモンの姿で拓也たちを大苦戦させるが、闇の大陸でアルダモンとベオウルフモンに敗れ、輝一へ戻る。ベオウルフモンに倒されて以降は、真の闇の闘士であるレーベモンに生まれ変わった。そのため、悪の五闘士で唯一、元・悪の闘士に加わらなかった。必殺技は「ガイスト・アーベント」。
ベルグモン
ダスクモンの獣型で、その危険性ゆえにケルビモンに封印されていたが、ベオウルフモンに圧倒されたことにより封印を解かれる。ベオウルフモンやアルダモンを追い詰めるほどの圧倒的な強さだった。ダスクモンと同じ理由により、ベオウルフモンに倒されて以降は、真の獣型であるカイザーレオモンに生まれ変わった。必殺技は「マスターオブダークネス」「ゾーン・デリーター」。

#### 元・悪の四闘士
グロットモン
声 - 西村朋紘
「土」のスピリットを持つ悪の五闘士の1人。
悪の五闘士の中で、最初に拓也たちと戦った相手。まだビーストスピリットを手に入れていなかった拓也たちを、ギガスモンに進化して苦戦させ、挙句の果てに泉と友樹のヒューマンスピリットを奪うが、ビースト進化した拓也に自身のビーストスピリットと友樹のヒューマンスピリットを奪われる。拓也からビーストスピリットを取り返そうとするが、ビースト進化した純平に返り討ちを受け敗れる。ルーチェモンとの戦いでは、実体化し、拓也たちに味方している。必殺技は「スネークアイブレイク」。
ギガスモン
グロットモンの獣型。初進化時に拓也たちを圧倒し、再登場時に泉と友樹のヒューマンスピリットを奪い一時進化できなくするほどの怪力を誇る。ビースト進化した拓也に敗れた際、二度とギガスモンに進化できないよう友樹のヒューマンスピリットを奪還される形で奪われている。敗北後は直接共闘することはなかったが、拓也がカイゼルグレイモンに初進化する際に拓也の呼びかけに応えている。必殺技は「ハリケーンボンバー」「アースクエイク」。
アルボルモン
声 - 乃村健次
「木」のスピリットを持つ悪の五闘士の1人。
「夜寝る前には歯を磨こう」などの標語を呟く癖があり、嗜好も変わっている。ケルビモンに対し忠実な性格。食いしん坊でもあり、バーガモンのハンバーガーが好物（第19話）。闇の大陸で獣型のペタルドラモンの姿で奇襲をかけ、拓也たちのスピリットを根こそぎ奪おうとしたが、最終的には敗れる。その後、ダスクモンにより足手まといの烙印を押された挙げ句、「昨日の友は今日の敵」と捨て台詞を残し、処刑される。ルーチェモンとの戦いでは、実体化し、拓也たちに味方している。必殺技は「機銃の踊り（）」「封じ込めの種（）」。
ペタルドラモン
アルボルモンの獣型。アルボルモン時にあった食いしん坊ぶりがより強調され、悪の闘士に似合わずのコミカルな一面を見せている。アルボルモンの姿でダスクモンに処刑された後は直接共闘することはなかったが、拓也がカイゼルグレイモンに初進化する際に拓也の呼びかけに応えている。必殺技は「リーフサイクロン」「サウザンドスパイク」。
ラーナモン
声 - 寺田はるひ
「水」のスピリットを持つ悪の五闘士の1人で、悪の五闘士唯一の女性型。
可愛い姿とは裏腹に、かなり我侭で高飛車で傲慢。しかしデジモンたちの間では人気が高く、ファンクラブまである（なお、ハニービーモンが泉に寝返った際「裏切ったわね」と捨て台詞を残していた）。泉と激突してからは、彼女を目の敵にするようになるが、セフィロトモン内の「水のエリア」で敗れ、ビースト進化した泉に自身のビーストスピリットを奪われた上にラーナモンの姿のまま泉にスキャンされた。ルーチェモンとの戦いでは、実体化し、拓也たちに味方している。必殺技は「レインストリーム」「ジェラシーレイン」。
カルマーラモン
ラーナモンの獣型。グロテスクな姿をしたイカのおばさんのような姿であり、またこの姿の時はより性格の悪さが目立っている。しかし、ストーリーの途中で手に入れたこともあり、最初は拓也たち同様ビーストスピリットを制御できなかった。敗北後は直接共闘することはなかったが、輝二がマグナガルルモンに初進化する際に輝二の呼びかけに応えている。必殺技は「タイタニックチャージ」「ネーロコルソ」。
メルキューレモン
声 - 増谷康紀
「鋼」のスピリットを持つ悪の五闘士の1人。
常に先走らず冷静で、慎重に計画を練ってから動き出す策士だが、底が浅い一面もある。ラーナモン曰く嫌味な性格。なお、1人っきりの時は、ケルビモンを呼び捨てにしている。その目的は、ケルビモンに成り代わり、デジタルワールドの支配者になることであり、セラフィモンのデータをスキャンしたのも、後述の作戦もそのための策略だった。自らの獣型であるセフィロトモンの体内に拓也たちを取り込み、奪い取ったセラフィモンのデータを使いブラックセラフィモンとなり拓也を追い詰めるが、アルダモンに敗れる。その次はセフィロトモンの姿で、コピーした拓也たちの技で彼らを苦戦させるが、拓也たちの合体技により形勢逆転され、弱点の心臓部分を見破られ倒される。ルーチェモンとの戦いでは、実体化し、拓也たちに味方している。必殺技は「ジェネラスミラー」「オフセクト・リフレクター」。
セフィロトモン
メルキューレモンの獣型。10袋の球体の内部に各属性のエリアがあり、エリア内に1体ずつボスデジモンがいる。メルキューレモンが敗北し自身のヒューマンスピリットを拓也に奪われた後は、その姿で必殺技の「ランブルブレンドナンバー（劇中では、ブラフマストラ、ブレッザ・ペタロ、スノーボンバー、ミョルニルサンダーのみ）」を駆使し拓也たちを追い詰めた。敗北後は直接共闘することはなかったが、輝二がマグナガルルモンに初進化する際に輝二の呼びかけに応えている。
ブラックセラフィモン
メルキューレモンがセラフィモンのデータを使って暗黒進化した姿。元が三大天使のセラフィモンであるため、拓也がスピリット進化したアグニモン・ヴリトラモンを圧倒する強大な力を持つが、融合形態のアルダモンには叶わなかった。必殺技は「セブンヘルズ」「テスタメント」。

### 三大天使
ケルビモン
声 - 大友龍三郎
デジタルワールドを治める三大天使デジモンの1人で、道と知識を司る。究極体。伝説の十闘士が眠りに就いた後、「土」・「木」・「水」・「鋼」・「闇」の5つのスピリットを保管していた。
元々純白の姿で正義感の強い性格だったが、ビースト族の彼は、ヒューマン族のセラフィモン、オファニモンと意見を違えることが多く、次第に不満を募らせていった。そんな心の隙をルーチェモンにつけこまれ、邪悪な姿と性格になってしまい、デジタルワールドのデータと十闘士のスピリットを集め、征服しようとした。しかし拓也たちとの戦いで正気を取り戻し、一度カイゼルグレイモンとマグナガルルモンに敗れてデジタマに戻った後にロップモンとして生まれ変わる。必殺技は「ライトニングスピア」「ヘブンズジャッジメント」、パワーアップ時は「サウザンドスピア」「ファイナルジャッジメント」。
オファニモン
声 - 深見梨加
デジタルワールドを治める三大天使デジモンの1人で、愛と生命を司る。究極体。伝説の十闘士が眠りに就いた後、「炎」・「氷」・「雷」の3つのスピリットを保管していた。
人間界にいた拓也たちにメールを送ってデジタルワールドへ導いた張本人であり、デジヴァイスを通じて拓也たちをスピリットのある場所へと誘導していた。ケルビモンによって「バラの明星」にあるケルビモンの城の中の光の結界に幽閉されていた。ケルビモンとの戦いの中で、拓也たちのデジヴァイスを奪い返し、ケルビモンの邪悪な力を浄化しようと試みるが、直後にケルビモンに攻撃され力尽き、最後の力で拓也と輝二のデジヴァイスを変化させ「ハイパースピリットエボリューション」の力を託し、デジタマに戻った。後にプロットモンとして生まれ変わる。必殺技は「セフィロート・クリスタル」「エデンスジャベリン」。
セラフィモン
声 - 檜山修之
デジタルワールドを治める三大天使デジモンの1人で、法と秩序を司る。究極体。伝説の十闘士が眠りに就いた後、「光」・「風」の2つのスピリットを保管していた。
ケルビモンの突然の襲撃によって傷つき、彼の魔力によって封印されていたが、拓也たちのデジヴァイスによって解放される。デジタルワールドの争いに人間の子供を巻き込むことはできないと拓也たちに帰ることを促すが、そこにメルキューレモンたちが襲来、拓也たちを庇おうと戦うも敗北し、データを奪われデジタマにされてしまう。後にアルダモンがメルキューレモンからデータを取り戻し、パタモンとして生まれ変わる。必殺技は「セブンズヘブンズ」。

### ルーチェモン・ロイヤルナイツ
前述のようにデジモンシリーズのアニメ作品で唯一、ロイヤルナイツが完全な「悪」として描かれた作品である。なお、38話に登場したバロモン曰く「本来ロイヤルナイツは正しき心を持っているはずだ」とのこと。
ルーチェモン
声 - 西原久美子
本作品の黒幕。遥か昔のデジタルワールドで起こっていた人型デジモンと獣型デジモンの争いを終結させた成長期の天使型デジモン。
しかし、その後冷酷な性格に豹変し独裁に走ったため、十闘士たちによってダークエリアに封印されていた。ケルビモンやロイヤルナイツ（デュナスモン、ロードナイトモン）の集めたデータにより復活する。必殺技は「グランドクロス」。
ルーチェモン・フォールダウンモード
声 - 中尾隆聖
ルーチェモンが拓也たちに倒されたデュナスモン、ロードナイトモンのデジコードをスキャンし進化した、ルーチェモン本来の聖なる力に加えて、邪悪なる力を持つ完全体。
完全体ながら究極体と同等以上の力を持つ。背に天使と悪魔の翼を持ち、屈強な外見に似合った肉体系の技と光と闇の力の複合技を駆使する。
最後はスサノオモンに敗北し、自らを構成していたデータのうち聖なるデータをスキャンされてしまった。必殺技は「パラダイスロスト」「デッド・オア・アライブ」。
ルーチェモン・サタンモード
声 - 中尾隆聖
フォールダウンモードの聖なるデータが取り除かれ、ダークエリアの暗黒のデータを吸収することでルーチェモンの闇の力のみが膨れ上がり進化を遂げた究極体。
巨大な竜のような姿をしており、攻撃を受けてもすぐに修復する能力を持つ。
ラルバが攻撃された挙げ句、最後はスサノオモンによって斬られた。必殺技は「バーガトリアムフレイム」。
ルーチェモン・ラルバ
声 - 西原久美子
ルーチェモン・サタンモードの本体であり、サタンモードの持つ球体・ゲヘナに守られているサナギのようなデジモン。
ゲヘナに侵入されたスサノオモンに攻撃され、ゲヘナの脱出後、スサノオモンに不意打ちを仕掛けるが、拓也たちとスピリットに分離して避けられ、その上スサノオモンの怒りを買ってしまい、スサノオモンから分離した伝説の十闘士に斬られ、完全に消滅した。

デュナスモン
声 - 三宅健太
ルーチェモンに仕えるロイヤルナイツの一員。究極体。
豪快で荒々しい性格、圧倒的な力を誇るパワー型のデジモン。時折疑念も覗かせるロードナイトモンとは対照的にルーチェモンに心酔しており、何に対しても動じることなく任務を遂行する。ロードナイトモンとともに、いつか人間界を征服し、人間のデータを手にすることを望んでいた。ルーチェモンのためのデータを集めていたが、最期は「黄色い月」にてカイゼルグレイモンに「ブレス・オブ・ワイバーン」を破られ敗北した後、ロードナイトモン共々デジコードをルーチェモンにスキャンされてしまった。必殺技は「ドラゴンズロア」「ブレス・オブ・ワイバーン」。
ロードナイトモン
声 - 置鮎龍太郎
ルーチェモンに仕えるロイヤルナイツの一員。究極体。
独自の美意識を持つナルシスト。彼が美意識を見出すものは多く、自然や建物、兄弟愛、友情なども美しいと感じているが、彼はそれを美しいデータとしてルーチェモンに届けることを使命としており、決して守り慈しむ対象としているわけではない。スピードを生かした戦い方を得意とする。いつか人間界に攻め入り、人間たちを支配することを夢見ており、ルーチェモンに対してはデュナスモン共々デジタルワールドを破壊する見返りに人間界へ通じるキーを求めていた。ルーチェモンに心酔しているデュナスモンとは対照的に、時折ルーチェモンに対して不信感を抱いていた。今作で出てきた敵の中で唯一、戦う度に強くなる拓也たちの強さを評価していた。最期は「黄色い月」にてマグナガルルモンに動きを捉えられ敗北した後、デュナスモン共々デジコードをルーチェモンにスキャンされてしまった。必殺技は「スパイラルマスカレード」「アージェントフィアー」。

### 古代の十闘士
かつてデジタルワールドをルーチェモンから救った伝説のデジモン。OPの最初に現れるが、本編には登場はせず、エンシェントグレイモン・エンシェントガルルモンが劇場版に登場したのみである。全て究極体。
- エンシェントグレイモン（炎）
- エンシェントガルルモン（光）
- エンシェントビートモン（雷）
- エンシェントイリスモン（風）
- エンシェントメガテリウモン（氷）
- エンシェントボルケーモン（土）
- エンシェントトロイアモン（木）
- エンシェントマーメイモン（水）
- エンシェントワイズモン（鋼）
- エンシェントスフィンクモン（闇）

### デジタルワールドに来た子供たち
勝春（かつはる）
声 - 伊藤健太郎
友樹の同級生でいじめっ子。友樹がデジタルワールドへ来る原因となった張本人。友樹を無理矢理トレイルモンに乗車させた後、鉄平とともに別のトレイルモンに乗り込んだ。
デジタルワールドでエンジェモンたちと旅をしていた。友樹が戦っている姿を見て何かを感じたのか、友樹に今までいじめていたことを詫びる。現実世界へ戻ってからも、友樹とは仲良くやっている様子。
鉄平（てっぺい）
声 - 橘U子
友樹の同級生で勝春と同じくいじめっ子。メガネをかけている。勝春と共にデジタルワールドへ来ていた。自分を助けてくれた友樹の勇気を認めて勝春と同様、今までいじめていたことを詫びる。
照男（てるお）
声 - 中山りえ子
勝春たちと共にデジタルワールドを旅した少年。
千晶（ちあき）
声 - 中村絢
勝春たちと共にデジタルワールドを旅した少女。

### その他の登場人物
神原由利子（拓也の母）
声 - 深見梨加
長男である拓也には少々厳しく、口うるさい存在。
神原宏明 （拓也の父）
休日は拓也のサッカーの練習に付き合ってくれる。
神原信也（かんばら しんや）
声 - 渡辺久美子
拓也の弟。拓也がデジタルワールドへ行った日が誕生日だった。年相応に生意気な性格で甘え上手であり、母親には兄より愛されている。
源輝成（輝二の父）
声 - 小西克幸
輝一・輝二の実父。理由は不明だが輝二には本当の母親と輝一のことを伏せており、実母は他界したと話していた。
作中ではダスクモンとなった輝一にケルビモンが「母を捨て別の女性と新しい暮らしをしてる」と語っていた。また輝二に対しても継母に懐かないことのみを心配する描写が見られ、実母の写真を見ていた輝二に対して「お前、まだ死んだ母さんの写真を…」と言ったりするなどやや思いやりに欠ける言動が見られた。
ドラマCDでは、輝一・輝二からも言及されていなかった。
源里美
3年前に輝二の父と再婚した女性。輝二の継母である。輝二がデジタルワールドへ行った日が3度目の結婚記念日だった。当所は輝二とは微妙な関係だったが、彼がデジタルワールドから帰還した後は改善されている。
ドラマCDによると輝二とは良好な関係となっており、輝一・輝二の誕生日にリンゴのパイを作った。
木村朋子（輝一の母）
声 - 中山りえ子
輝一・輝二の実母。輝一曰く「すごく優しくて頑張り屋で、いつも俺のことばかり考えてくれている」。女手一つで輝一を育てながら家計を支えており、仕事への責任感も強いため、いささか疲労も抱えている。
ドラマCDによると輝一・輝二の誕生日にケーキを作ったりした他、輝一の誕生日には輝一が欲しがっていたサッカーボールを買う約束もしていた（最終的に輝一はそれを断った代わりに輝二に会いに行くための電車賃を貰っていた）。また、仕事が大変で輝一と輝二に心配されていた。
輝一の祖母
輝一・輝二の母方の祖母で朋子の母。現在は故人。生前に病床から輝一に弟（輝二）の存在を教える。
友樹の父

友樹の母
声 - 中山りえ子
友樹の兄
声 - 谷山紀章
大学生。友樹に甘い両親をよく思っておらず、友樹にも厳しいが、それも兄として心配だったからである。
家族の中でも「お兄ちゃん」と呼ばれ本名は分からずに本編が終わるが、北米版では「ユタカ」という名前が与えられている。
泉のクラスメイト
声 - 村岡雪枝、中村絢、太田真由美、升望、塩味薫
泉が帰国子女であることを理由に阻害していたが、彼女がデジタルワールドから帰還してからは和解して仲良くなった。
花屋の店員
声 - 村岡雪枝
輝二が母親へ贈る花束を買った花屋の店員の女性。
おばさん
声 - 中山りえ子
みっちゃん
声 - 中村絢
父親
声 - 狸小路カネキ
男
声 - 安澄純
医者
声 - 飯島肇

### その他のデジモン
- トレイルモン - 電車の姿をしたデジモン。拓也たちの移動手段として使われることが多い。年に一回行われる「トレイルモン・レース」に出場している。種類はかなりおり、以下の種類が判明している。
  - トレイルモン（アングラー）（声：上別府仁資） - 31話に登場。
    - トレイルモン（アングラー）（声：石川大介） - 42話に登場。かつては「始まりの町」で生まれたデジモンたちを色んな町へ運んでたトレイルモンたちだが、ロイヤルナイツが暴れるようになってからは恐がって外に出ないようになった。

  - トレイルモン（ケトル）（声：阪口大助）
  - トレイルモン（バッファロー）（声：志村知幸）
  - トレイルモン（フランケン）（声：小嶋一成）
  - トレイルモン（モール）（声：朴璐美、新井里美）
    - トレイルモン（モール）（声：埴岡由紀子） - 39話に登場。拓也たちのロケットをデジタルワールドまで押してくれた。

  - トレイルモン（ラクーンドッグ）（声：石川正明）
  - トレイルモン（ワーム）（声：柳沢栄治）
    - トレイルモン（ワーム）（声：長嶝高士） - 41話に登場。拓也たちを「豆の木村」まで運んでくれた。

  - 闇のトレイルモン（声：石井康嗣）
- ケルベロモン（声：立木文彦） - 1話に登場。デジモンアニメの初陣の敵の中では唯一の完全体であり、かつ初のワクチン種デジモンである。「炎の町」を襲ってきたがアグニモンに倒される。必殺技は「ヘルファイアー」。
- ポヨモン（声：テイルもんべつ） - 1話に登場。
- レアモン（声：河本浩之） - 2話に登場。輝二に一蹴されたパグモンの一匹が進化。地下迷宮でヴォルフモンと闘い、倒される。『アドベンチャー』のレアモンは喋らないが、こちらは喋っている。必殺技は「ヘドロ」。
- パグモン（声：橘U子、魚谷香織、村岡雪枝） - 2話に登場。純平のチョコレートを気に入り、純平と友樹をいじめる。一体がレアモンに進化。『アドベンチャー』のパグモン以上に底意地が悪い。
- ウィザーモン（声：宇垣秀成） - 3話に登場。アグニモンと闘い、倒される。『アドベンチャー』のウィザーモンと比べ、より悪役らしさが出ている。必殺技は「サンダークラウド」「マジックゲーム」。
- キャンドモン（声：池田知聡、佐伯洋史、鶴岡聡、小嶋一成、小栗雄介） - 3話に登場。一体がウィザーモンに進化。必殺技は「ボンファイア」「メルトワックス」。
  - キャンドモンの老村長（声：西村知道） - 3話に登場。十闘士としての腕を試すべく拓也たちに手下たちを使って襲い掛かる。
- ウッドモン（声：石川ひろあき） - 4話に登場。マッシュモン3兄弟が合体し進化。フェアリモンを圧倒するがヴォルフモンに倒される。必殺技は「ブランチドレイン」。
- フローラモン（声：能登麻美子、幸山奈央） - 4話に登場。「そよかぜ村」の住人。名物は彼女たちの頭で絞った「ガムの実のスープ」。『アドベンチャー』とは違い、多数いる。
- マッシュモン3兄弟（声：永野善一、矢部雅史、天田真人（現・四反田マイケル）） - 4話に登場。そよかぜ村の住人であったが、ケルビモンの魔力で洗脳される。長男のマッシュモンが泉から平手打ちを浴びる。後にウッドモンに進化。必殺技は「ポイズン・ス・マッシュ」「破壊のキノコ爆弾」。
- コクワモン（声：小栗雄介、森訓久、小嶋一成、園部啓一） - 5話に登場。ゴブリモン、スナイモンに奴隷として働かされるが拓也たちに救われる。電池が好物。必殺技は「シザーアームズミニ」。
  - コクワモンの長老（声：園部啓一） - 5話に登場。
  - コクワモンの子供（声：松本美和） - 5話に登場。
- スナイモン（声：松山鷹志） - 5話に登場。『アドベンチャー』に登場したのと違い、喋る。必殺技は「シャドウシックル」。
- ミノモン（声：埴岡由紀子） - 5話に登場。工場の案内人。『アドベンチャー02』と違い、語尾に「ミノ」をつける。
- ゴブリモン（声：柴山由崇、飯島肇） - 5話に登場。必殺技は「ゴブリストライク」。
- カラツキヌメモン（声：池田知聡、鶴岡聡） - 6話に登場。グロットモンの襲撃に遭い、拓也たちを助っ人に呼ぶ。『アドベンチャー』以降のヌメモンと違い、殻がついている。
  - カラツキヌメモンの長老（声：西川幾雄） - 6話に登場。拓也たちをグロットモンの仲間と勘違いする。
  - カラツキヌメモンの娘（声：松久保維穂、村岡雪枝）- 6話に登場。
- コンゴウモン（声：奥田啓人） - 6話に登場。飲食店主。17話にも別個体が登場。
- トイアグモン（声：大本眞基子） - 7話に登場。アグモンに似ているが無関係。
- パンダモン（声：天神有海） - 7話に登場。悪に染まったトイアグモンを助けようと拓也と輝二に協力を求める。
- もんざえモン（声：田中一成） - 7話に登場。ワルもんざえモンに進化し、友樹をさらう。
- カプリモン（声：ふじたれいこ） - 8話に登場。デジモン小学校の園児。
- ヤーモン（声：塩味薫）- 8話に登場。デジモン小学校の園児。
- ユキミボタモン（声：埴岡由紀子） - 8話に登場。デジモン小学校の生徒。
- ジャリモン（声：木村こてん） - 8話に登場。デジモン小学校の園児。
- ゼリモン（声：村岡雪枝）- 8話に登場。デジモン小学校の園児。
- ニャロモン（声：小林晃子） - 8話に登場。デジモン小学校の生徒。
- ココモン - 8話に登場。デジモン小学校の生徒。
- ツノモン（声：横手久美子（現・氷青）） - 8話に登場。デジモン小学校の生徒。ガブモンに進化することができるが、これが原因で皆に怖がられたことからコンプレックスを持っており、一人ぼっちでいたが、小学校が嵐に襲われた時、泉・純平の励ましもあって皆と仲良くなれた。
- トゲモン（声：永野愛） - 8話に登場。デジモン小学校の先生。
- バクモン（声：杉野博臣） - 9話に登場。ホームシックになった友樹に悪夢を見せるがアグニモンに敗れ正気に戻る。『アドベンチャー02』では麺類しか喋らないものの、こちらでは普通に喋っている。
- ゴツモン（声：内藤玲、小栗雄介） - 10話に登場。『アドベンチャー』に登場した、渋谷系デジモンとは別個体。
  - 十闘士に憧れるゴツモン（声：高戸靖弘） - 十闘士に憧れており、スピリットを探していた。輝二と友情を築き、44話で再登場した時は共にロードナイトモンと戦いインセキモンに進化する。必殺技はゴツモン時は「アングリーロック」インセキモン時は「コズモフラッシュ」。
- ゲコモン（占い師）（声：金光宣明） - 11話に登場。専門はペッペレケー占いで、貢ぎ物の酒を飲んで酔っぱらって占うので、評判が悪い。『アドベンチャー』、『テイマーズ』に登場したものとは別個体。
- ゴーレモン - 11話、14話に登場。グロットモンによって作られるデジモン。
- セピックモン（占い師）（声：西松和彦） - 11話に登場。専門は星占いだが、ブーメランで殴ってその星の数で占うといういわゆるインチキであり、評判が悪い。
- ベーダモン（占い師）（声：池田知聡） - 11話に登場。専門は恋占い。『アドベンチャー』とは違い、語尾に「なのよね」を付けない。
- シャーマモン（声：中博史） - 11話、12話に登場。彼の占いは必ず当たると評判。炎のビーストスピリットによりヴリトラモンに進化し暴走するが、アグニモンに救われる。ゴブリモンに似ているが、色が違う。
- ソーサリモン（声：小嶋一成） - 13、44話に登場。見た目はウィザーモンそっくりだが、コスチュームの色は白い。拓也たちを守るためにグロットモンたちに倒されるがその後も結界を張って城を守っていた。必殺技は「クリスタルクラウド」。
- デラモン（声：堀本等） - 13話に登場。蕎麦屋の店長として登場するが、拓也たちには不味いと評された。『アドベンチャー』に登場した「である」口調とは違い、関西弁で話す。
- ホエーモン（声：小和田貢平） - 14話に登場。『アドベンチャー』では敬語で紳士的な性格だが、こちらでは子供っぽくて泣き虫な性格をしている。かつて大海原に住んでいたが、グロットモンによって洞窟に閉じ込められて帰れなくて困っており、拓也たちに助けられた。必殺技は「ジェットアロー」。
- トーカンモン（声：小栗雄介、内藤玲、森訓久、金光宣明） - 15 - 17、45話に登場。全4体。ラーナモンファンクラブ会員で泉以外の4人のデジヴァイスを奪う。その後氷のエリアを守るため拓也たちに協力する。必殺技は「ペンチカッター」。
- ゴマモン（声：甲斐田ゆき） - 16話に登場。『アドベンチャー』のゴマモンとは違い、「～ゴマ」が口癖の女の子のような性格をしている。
  - 島のゴマモン（声：村岡雪枝、埴岡由紀子）
- ナノモン（声：長島雄一） - 17、45話に登場。ペタルドラモンと戦った。友樹に氷のビーストスピリットを渡す。『アドベンチャー』では悪役だが、こちらでは秋葉マーケットに雑貨店を営む老人という設定。必殺技は「プラグボム」。
- エビバーガモン（声：埴岡由紀子） - 18話に登場。トレイルモンレースで優勝した拓也たちをバーガモンの村に招待する。
- ドッグモン（声：世田壱恵） - 18、45話に登場。ワーガルルモンの相棒。モチーフはチキチキマシン猛レースのケンケン。
- ノヘモン（声：菊池正美） - 18話に登場。トレイルモンレースの観客。
- ピッドモン（声：小西克幸） - 18話に登場。トレイルモンレースの実況。エンジェモンに似ているが、無関係。
- プチメラモン - 18話に登場。
- ワーガルルモン（黒）（声：中田譲治） - 18、45話に登場。危険な手段を使うトレイルモンレースの優勝常連者だったが拓也に敗れる。モチーフはチキチキマシン猛レースのブラック魔王。『アドベンチャー』とは違い、悪役。
- カメレモン（声：石川大介、神谷浩史、菊池正美） - 19話に登場。ペタルドラモンの部下。チャックモンに倒されアルマジモンに戻る。『アドベンチャー02』のアルマジモンとは無関係。
- とりからボールモン（声：ふじたれいこ、村岡雪枝、魚谷香織、中村絢、吉川由弥、生駒治美） - 19話に登場。バーガモン夫婦の子供たちで6人兄弟。
- バーガモン - 19話に登場。
  - バーガモンの奥さん（声：安達まり） - 19話に登場。店長の妻で、何かが起こるとすぐ倒れる癖がある。
  - バーガモンの店長（声：菅原淳一） - 19話に登場。バーガモンの村で1番のハンバーガー作りが上手でペタルドラモンに連れ去られるが、友樹たちに救われる。
- ピピスモン（声：飯田利信） - 20話に登場。アルボルモンに抹殺される。
- セピックモン（声：滝知史） - 23、45話に登場。友情を「死んでから」と評し、ボコモンとネーモンを襲うが、拓也から本当の友情を学び、彼らに協力する。必殺技は「スピリットブーメラン」。
- ボルケーモン（声：ボルケーノ太田） - 24話に登場。完全体。セフィロトモンの土のエリアでブリッツモンに倒される。
- アシュラモン（声：梁田清之） - 25話に登場。セフィロトモンの炎のエリアで友達になると騙し友樹に近づき、友樹と闘い、倒される。必殺技は「阿修羅神拳」「阿修羅炎熱拳」「阿修羅爆炎拳」。
- カラテンモン（声：高橋広司） - 25話に登場。セフィロトモンの森(風)のエリアで輝二と闘い、悟りでヴォルフモンの技を読み取り圧倒するが予想以上の怒りを買ってしまい、ガルムモンに倒される。
- ジュレイモン - 26話に登場。セフィロトモンのもう一つの森(木)のエリアで純平と戦い、敗れる。『アドベンチャー』とは違い、相手の心を読むことはできない。
- パロットモン - 26話に登場。セフィロトモンの雷のエリアでアグニモンに敗れる。劇場版『アドベンチャー』のパロットモンとは別個体。
- ハニービーモン（声：小栗雄介、森訓久、内藤玲） - 26話に登場。トーカンモンに替わるラーナモンファンクラブの会員で、セフィロトモンの水のエリアで泉を始末しようとするが、ことごとく失敗しては彼女に助けられる。何とか毒リンゴを食べさせて過去のトラウマの幻を見せることには成功するが、それにも屈せずラーナモンと戦う泉の強さと優しさに惹かれ、最終的には彼女のファンクラブを結成した。
- パンジャモン - 27話に登場。セフィロトモンの氷のエリアでアグニモンに敗れる。
- ファントモン（声：奥田啓人、小嶋一成） - 34話に登場。完全体。ケルビモンの部下。レーベモンに倒される。
- ゴートモン長老（声：園部啓一） - 34話に登場。拓也たちをオファニモンのところまで案内するが、用済みとしてケルビモンに抹殺される。
- アイスデビモン（声：若本規夫） - 36話に登場。バラの明星の地下に牢閉されていた堕天使型デジモン。成熟期ながらビースト体4体を苦戦させた。『テイマーズ』のものとは別個体。
- バロモン（声：一条和矢） - 38話に登場。拓也たちにデジタルワールドの過去を見せ、そしてデジタルワールドは滅びると予言する。泉たちを庇い死んでしまう。必殺技は「メテオダンス」。
- インセキモン（声：小栗雄介、内藤玲） - 39話に登場。十闘士に憧れるゴツモンが進化した姿。拓也たちの月からの脱出を助けてくれた。
- スターモン（声：永野善一、金光宣明） - 39話に登場。成熟期。拓也たちの月からの脱出を助けてくれた。『アドベンチャー02』とは違い、西部の町の保安官ではない。
  - スーパースターモン（声：小嶋一成） - 39話に登場。完全体。スターモンたちのボスで拓也たちの月からの脱出を助けてくれた。
- バーガモン（声：塩味薫） - 39話に登場。拓也たちの月からの脱出を助けてくれた。地上のバーガモンは彼らの仲間である。
- エンジェモン（声：緑川光） - 40話に登場。オファニモンの命令で勝春たちを守っていたが、デュナスモンに抹殺される。
- ケンタルモン - 40話に登場。サジタリモンの手下で勝春たちを襲うがアグニモンたちに倒される。『アドベンチャー』とは違い敵。
- サジタリモン（声：永野善一） - 40話に登場。拓也たちに襲い掛かったがエンジェモンに倒される。
- マメモン（声：埴岡由紀子） - 41話に登場。完全体。「豆の木村」の住人。必殺技は「スマイリーボム」。
  - マメモン村長（声：塚田正昭）- 41話に登場。「豆の木村」の村長。
- スワンモン（声：安達まり）- 42話に登場。「始まりの町」でデジタマや子供たちを育てており、『アドベンチャー』のエレキモンのような立場である。必殺技は「ダウントーネード」。
- エレキモン - 43話に登場。『アドベンチャー』とは違い、多数いる。
- ガジモン - 43話に登場。「炎の町」のデータの在り処を教えるも用済みとして抹殺される。
- スカルサタモン3兄弟（声：小野坂昌也、小嶋一成、永野善一） - 43話に登場。ロイヤルナイツの部下で、「炎の町」を襲撃した。『アドベンチャー02』にも悪役として登場しているが、こちらは1体のみの登場。必殺技は「ネイルボーン」。
- パルモン（声：中司優花） - 43話に登場。「炎の町」のデータの在り処を隠したためにスカルサタモンに抹殺される。『アドベンチャー』と違い、大勢いる。
- ピヨモン（声：埴岡由紀子） - 43話に登場。「炎の町」の住人。『アドベンチャー』とは違い、男の子のような性格をしている。
- ナイトモン -  44話に登場。ロードナイトモンの部下。
- エアドラモン ‐ 45話に登場。一部がデュナスモンに抹殺される。
- グランクワガーモン ‐ 45話に登場。究極体。ロードナイトモンに抹殺される。必殺技は「ディメンションシザー」。
- グリフォモン ‐ 45話に登場。究極体。ロードナイトモンに抹殺される。必殺技は「スーパーソニックボイス」。
- ザンバモン - 45話に登場。デュナスモンに抹殺される。必殺技は「十文字斬り」「打首獄門」。
- プテラノモン ‐ 45話に登場。ロードナイトモンに抹殺される。必殺技は「サイド・ワインダー」。
- ネフェルティモン（声：永野愛） - 46話に登場。その正体はオファニモンの城のデータをロックしているキーであり、ロイヤルナイツに倒される。

他にも6話や11話、17話18話などのように、アグモン、ブイモン、テイルモン、エテモン、ピコデビモン、テリアモン、ロップモン、クルモン、ズドモン、アトラーカブテリモンなど『アドベンチャー』以降に登場したデジモンたちもモブとして登場している。

## 作中に登場した実在の建造物・地名
- 渋谷駅 - 拓也が渋谷に行くために利用した東急東横線は、2013年より副都心線直通運転を開始したために、作中で描かれていた旧東横線地上ホームは解体される。作中でデジタルワールド行き列車が地下から発着しているのと同じく、現在東横線は渋谷駅の地下から発着する。
- 自由が丘駅

## スタッフ
- 原案 - 本郷あきよし
- 連載 - Vジャンプ（集英社）
- シリーズディレクター - 貝澤幸男
- シリーズ構成 - 富田祐弘
- キャラクターデザイン - 中鶴勝祥
- 総作画監督 - 山室直儀
- 色彩設計 - 板坂泰江
- 音楽 - 有澤孝紀
- ビデオ編集 - 東京現像所
- 企画 - 春名剛生、木村京太郎、関弘美、馬場厚成
- 制作協力 - 東映
- 製作 - フジテレビ、読売広告社、東映アニメーション

## 主題歌
オープニング 「FIRE!!」
作詞 - 山田ひろし / 作曲・編曲 - 太田美知彦 / 歌 - 和田光司
映像は一貫して1話から変わることがなかった。
エンディング
「イノセント〜無邪気なままで〜」（1話 - 26話）
作詞 - 松木悠 / 作曲 - 千綿偉功 / 編曲 - 渡部チェル / 歌 - 和田光司
「an Endless tale」（27 - 50話）
作詞 - 山田ひろし / 作曲・編曲 - 太田美知彦 / 歌 - 和田光司&AiM
42話では挿入歌として、50話では2番が使用された。本編に先駆けて輝一、レーベモン、カイザーレオモンが登場している。

挿入歌
「With the Will」（1 - 21・23 - 34・39・40・48・49話）
作詞 - 大森祥子 / 作曲・編曲 - 渡部チェル / 歌 - 和田光司
39話ではスピリットシンガーズ（拓也・輝二・泉・友樹・純平・輝一）の歌唱バージョンが使用された。
「The last element」（35 - 38・41・43 - 50話）
作詞 - 山田ひろし / 作曲・編曲 - 渡部チェル / 歌 - アユミ
44話では歌詞をスキャットで歌われたバージョンも併用された。
「Say,yes!～友樹のテーマ～」（7話）
作詞 - 大森祥子 / 作曲・編曲 - 高橋ひろ / 歌 - 氷見友樹（渡辺久美子）
「サラマンダー～拓也のテーマ～」（18話）
作詞 - 山田ひろし / 作曲・編曲 - 太田美知彦 / 歌 - 神原拓也（竹内順子）
「レクイエム」（28話）
作曲 - 有澤孝紀 / 歌 - 東京少年少女合唱隊
「折れた翼で-With Broken Wings-～輝一のテーマ～」（30・33・36話）
作詞 - halta / 作曲・編曲 - halta / 歌 - 木村輝一（鈴村健一）
「Blader～ダスクモンのテーマ～」（33話）
作詞 - 山田ひろし / 作曲・編曲 - 太田美知彦 / 歌 - ダスクモン（鈴村健一）
「遥かな贈りもの」（50話）
作詞 - 大森祥子 / 作曲 - 千綿偉功 / 編曲 - 渡部チェル /歌 - 和田光司&AiM

## 各話リスト
| 話数 | サブタイトル                                   | 脚本       | 演出     | 作画監督   | 放送日        | 視聴率 | 登場デジモン                                                         | 収録DVD&VHS |
| ---- | ---------------------------------------------- | ---------- | -------- | ---------- | ------------- | ------ | -------------------------------------------------------------------- | ----------- |
| 1    | 伝説の闘士! 炎のアグニモン                     | 富田祐弘   | 貝澤幸男 | 山室直儀   | 2002年 4月7日 | 10.3%  | ケルベロモン                                                         | VOL.1       |
| 2    | 光のヴォルフモン 地下迷宮の戦い!               | 富田祐弘   | 今村隆寛 | 八島善孝   | 4月14日       | 9.5%   | パグモン レアモン                                                    | VOL.1       |
| 3    | いじめは許さない! 氷のチャックモン進化         | 富田祐弘   | 吉沢孝男 | 清山滋崇   | 4月21日       | 9.6%   | キャンドモン ウィザーモン                                            | VOL.1       |
| 4    | 私のキックは痛いわよ! 女闘士フェアリモン       | 成田良美   | 今沢哲男 | 伊藤智子   | 4月28日       | 8.5%   | フローラモン マッシュモン ウッドモン                                 | VOL.1       |
| 5    | 大地を揺るがす雷パワー ブリッツモン!           | 大和屋暁   | 川田武範 | 信実節子   | 5月5日        | 8.7%   | コクワモン ゴブリモン スナイモン                                     | VOL.2       |
| 6    | 伝説の五闘士VS新たなる闘士!                    | まさきひろ | 芝田浩樹 | 浅沼昭弘   | 5月12日       | 9.9%   | カラツキヌメモン グロットモン                                        | VOL.2       |
| 7    | 空に浮かぶ街! トイアグモンのおもちゃの国       | 吉田玲子   | 角銅博之 | 出口としお | 5月19日       | 8.8%   | トイアグモン ワルもんざえもん パンダモン                             | VOL.2       |
| 8    | みんなを救え! 進化するんだツノモン             | 吉田玲子   | 梅澤淳稔 | 八島善孝   | 5月26日       | 8.3%   | ドゲモン ツノモン ガブモン                                           | VOL.2       |
| 9    | 敵はチャックモン!? 謎のテレビの森              | 富田祐弘   | 吉沢孝男 | 上野ケン   | 6月2日        | 9.2%   | バクモン                                                             | VOL.3       |
| 10   | ビーストスピリットは制御不能!? ガルムモン進化! | 富田祐弘   | 貝澤幸男 | 清山滋崇   | 6月9日        | 8.5%   | ゴツモン                                                             | VOL.3       |
| 11   | 俺を倒せ! 伝説の闘士ヴリトラモン暴走           | 大和屋暁   | 今沢哲男 | 伊藤智子   | 6月16日       | 8.3%   | ゴーレモン シャーマモン                                              | VOL.3       |
| 12   | ほえろヴリトラモン! 倒せギガスモン!            | まさきひろ | 川田武範 | 信実節子   | 6月23日       | 7.8%   | アルボルモン ラーナモン メルキューレモン                             | VOL.3       |
| 13   | 目覚めよセラフィモン! 十闘士の秘密             | 吉田玲子   | 角銅博之 | 出口としお | 6月30日       | 9.5%   | セラフィモン ソーサリモン                                            | VOL.4       |
| 14   | 雷よ! 岩をも砕け! ボルグモン決死のチャレンジ   | 富田祐弘   | 梅澤淳稔 | 浅沼昭弘   | 7月14日       | 8.3%   | ホエーモン ゴーレモン グロットモン                                   | VOL.4       |
| 15   | イカしたビースト進化! カルマーラモン           | 大和屋暁   | 吉沢孝男 | 上野ケン   | 7月21日       | 7.0%   | トーカンモン                                                         | VOL.4       |
| 16   | 強いだけじゃだめなのよ! 美しき闘士シューツモン | 成田良美   | 中村哲治 | 八島善孝   | 7月28日       | 7.2%   | ゴマモン                                                             | VOL.4       |
| 17   | ブリザーモン 吹けよ雪、呼べよ氷河!             | まさきひろ | 芝田浩樹 | 伊藤智子   | 8月4日        | 6.6%   | ナノモン                                                             | VOL.5       |
| 18   | チキチキ! トレイルモン猛レース                 | まさきひろ | 今沢哲男 | 清山滋崇   | 8月11日       | 6.2%   | ワーガルルモン(黒) ドックモン                                        | VOL.5       |
| 19   | バーガモンを救え! 友樹のピュアな心             | 吉田玲子   | 川田武範 | 信実節子   | 8月18日       | 5.8%   | バーガモン カメレモン                                                | VOL.5       |
| 20   | 闇にひそむ謎の闘士ダスクモン!                  | 成田良美   | 角銅博之 | 出口としお | 8月25日       | 7.2%   | ピピスモン ダスクモン アルボルモン                                   | VOL.5       |
| 21   | 五闘士全滅!? 恐るべき闇のパワー!               | 大和屋暁   | 梅澤淳稔 | 浅沼昭弘   | 9月1日        | 8.2%   | ダスクモン                                                           | VOL.6       |
| 22   | 我が家へ! 拓也たった一人の帰還                 | 富田祐弘   | 貝澤幸男 | 八島善孝   | 9月8日        | 7.2%   |                                                                      | VOL.6       |
| 23   | 感じろデジモンの力! 拓也渾身の作戦             | まさきひろ | 吉沢孝男 | 上野ケン   | 9月15日       | 7.4%   | セピックモン                                                         | VOL.6       |
| 24   | 対決ボルケーモン! 純平、過去との激闘           | 富田祐弘   | 中村哲治 | 伊藤智子   | 9月22日       | 6.6%   | ボルケーモン                                                         | VOL.6       |
| 25   | 友樹の孤独な戦い アシュラモンの罠              | 成田良美   | 角銅博之 | 山室直儀   | 9月29日       | 5.6%   | アシュラモン カラテンモン                                            | VOL.7       |
| 26   | ラーナモンの執念! 女デジモン一騎撃ち           | 吉田玲子   | 川田武範 | 清山滋崇   | 10月6日       | 7.9%   | ハニービーモン パロットモン ジュレイモン ラーナモン                  | VOL.7       |
| 27   | 奇跡のダブルスピリット! ベオウルフモン誕生     | 富田祐弘   | 梅澤淳稔 | 信実節子   | 10月13日      | 7.2%   | パンジャモン                                                         | VOL.7       |
| 28   | 拓也の融合進化 アルダモン技炸裂!               | 大和屋暁   | 地岡公俊 | 出口としお | 10月20日      | 6.3%   | メルキューレモン                                                     | VOL.7       |
| 29   | 逃走! 変幻自在セフィロトモン                   | 吉田玲子   | 芝田浩樹 | 八島善孝   | 10月27日      | 5.4%   | セフィロトモン                                                       | VOL.8       |
| 30   | 飛翔! 闇の闘士ベルグモン                       | 成田良美   | 貝澤幸男 | 浅沼明弘   | 11月3日       | 4.7%   |                                                                      | VOL.8       |
| 31   | 闇に眠るトレイルモンの墓場                     | 大和屋暁   | 吉沢孝男 | 上野ケン   | 11月10日      | 6.8%   | トレイルモン（アングラー）                                           | VOL.8       |
| 32   | 明かされた過去! ダスクモンの秘密               | 富田祐弘   | 中村哲治 | 伊藤智子   | 11月17日      | 5.1%   | ダスクモン                                                           | VOL.8       |
| 33   | 新たなる闇の闘士! レーベモン&カイザーレオモン  | まさきひろ | 角銅博之 | 山室直儀   | 11月24日      | 7.6%   | ケルビモン                                                           | VOL.9       |
| 34   | 決戦！バラの明星 オファニモン救出作戦          | 富田祐弘   | 梅澤淳稔 | 清山滋崇   | 12月1日       | 6.9%   | オファニモン ゴートモン ファントモン                                 | VOL.9       |
| 35   | スピリットを一つに! 拓也と輝二の究極進化       | まさきひろ | 川田武範 | 出口としお | 12月8日       | 6.6%   | オファニモン ゴートモン                                              | VOL.9       |
| 36   | 勝利への飛翔! 対決ケルビモンの城               | 成田良美   | 地岡公俊 | 浅沼昭弘   | 12月15日      | 6.2%   | アイスデビモン                                                       | VOL.9       |
| 37   | 決戦! 命ある限り デジタルワールドを取り戻せ    | 大和屋暁   | 今村隆寛 | 八島善孝   | 12月22日      | 7.4%   | ケルビモン                                                           | VOL.10      |
| 38   | 終わらない死闘! ルーチェモン復活の序曲         | 富田祐弘   | 貝澤幸男 | 信実節子   | 2003年 1月5日 | 5.0%   | デュナスモン ロードナイトモン パロモン                               | VOL.10      |
| 39   | これがデジタルワールド!? 月からの脱出          | まさきひろ | 吉沢孝男 | 上野ケン   | 1月12日       | 5.4%   | スターモン スーパースターモン インセキモン バーガモン                | VOL.10      |
| 40   | 選ばれし者!? エンジェモンを操る少年!           | 大和屋暁   | 角銅博之 | 伊藤智子   | 1月19日       | 6.6%   | サジタリモン ケンタルモン エンジェモン                               | VOL.10      |
| 41   | スキャンさせるな! 友情の豆の木                 | 成田良美   | 中村哲治 | 山室直儀   | 1月26日       | 5.9%   | マメモン                                                             | VOL.11      |
| 42   | デジタマを守れ! 消えゆく命の奇跡               | 吉田玲子   | 梅澤淳稔 | 八島善孝   | 2月2日        | 7.2%   | スワンモン                                                           | VOL.11      |
| 43   | 故郷（ふるさと）消滅! 地獄の使者スカルサタモン | 富田祐弘   | 川田武範 | 出口としお | 2月9日        | 7.0%   | スカルサタモン                                                       | VOL.11      |
| 44   | 共に戦え! ゴツモンと輝二の誓い                 | 大和屋暁   | 地岡公俊 | 清山滋崇   | 2月16日       | 6.6%   | ゴツモン ナイトモン                                                  | VOL.11      |
| 45   | データかく乱作戦! アキバマーケットを防衛せよ   | まさきひろ | 芝田浩樹 | 浅沼昭弘   | 2月23日       | 5.7%   | ザンバモン グリフォモン プテラノモン グランクワガーモン エアドラモン | VOL.11      |
| 46   | デジタルワールド消滅!? ルーチェモン暗黒支配    | 吉田玲子   | 今村隆寛 | 信実節子   | 3月2日        | 7.6%   | ネフェルティモン ルーチェモン                                        | VOL.12      |
| 47   | ロイヤルナイツ散る そして…!!                   | まさきひろ | 吉沢孝男 | 伊藤智子   | 3月9日        | 6.3%   | デュナスモン ロードナイトモン ルーチェモン：フォールダウンモード     | VOL.12      |
| 48   | 光と闇を一つに! 輝一最後の願い                 | 成田良美   | 角銅博之 | 上野ケン   | 3月16日       | 6.0%   | ルーチェモン：フォールダウンモード                                   | VOL.12      |
| 49   | 戦えスサノオモン ルーチェモン人間界到達!!      | 富田祐弘   | 梅澤淳稔 | 出口としお | 3月23日       | 5.2%   | ルーチェモン：サタンモード ルーチェモン：ラルバ                      | VOL.12      |
| 50   | 時を越えて! 新たな伝説の始まり                 | 富田祐弘   | 貝澤幸男 | 八島善孝   | 3月30日       | 6.6%   | ルーチェモン：サタンモード ルーチェモン：ラルバ                      | VOL.12      |

視聴率は関東地区のデータである（ビデオリサーチ社調べ）。

## 放送局
※2002年7月 - 8月時点。
| 放送地域       | 放送局             | 放送系列                                     | 放送時間           | 放送形態   | 備考                                  |
| -------------- | ------------------ | -------------------------------------------- | ------------------ | ---------- | ------------------------------------- |
| 関東広域圏     | フジテレビ         | フジテレビ系列                               | 日曜 9:00 - 9:30   | 制作局     |                                       |
| 北海道         | 北海道文化放送     | フジテレビ系列                               | 日曜 9:00 - 9:30   | 同時ネット |                                       |
| 岩手県         | 岩手めんこいテレビ | フジテレビ系列                               | 日曜 9:00 - 9:30   | 同時ネット |                                       |
| 宮城県         | 仙台放送           | フジテレビ系列                               | 日曜 9:00 - 9:30   | 同時ネット |                                       |
| 秋田県         | 秋田テレビ         | フジテレビ系列                               | 水曜 16:25 - 16:55 | 遅れネット |                                       |
| 山形県         | さくらんぼテレビ   | フジテレビ系列                               | 日曜 9:00 - 9:30   | 同時ネット |                                       |
| 福島県         | 福島テレビ         | フジテレビ系列                               | 日曜 6:30 - 7:00   | 遅れネット |                                       |
| 新潟県         | 新潟総合テレビ     | フジテレビ系列                               | 日曜 9:00 - 9:30   | 同時ネット |                                       |
| 長野県         | 長野放送           | フジテレビ系列                               | 日曜 9:30 - 10:00  | 遅れネット |                                       |
| 静岡県         | テレビ静岡         | フジテレビ系列                               | 日曜 9:00 - 9:30   | 同時ネット |                                       |
| 富山県         | 富山テレビ         | フジテレビ系列                               | 土曜 7:00 - 7:30   | 遅れネット | 2002年4月20日 - 2003年4月5日まで放送  |
| 石川県         | 石川テレビ         | フジテレビ系列                               | 日曜 9:00 - 9:30   | 同時ネット |                                       |
| 福井県         | 福井テレビ         | フジテレビ系列                               | 火曜 16:27 - 16:55 | 遅れネット | 2002年6月11日 - 2003年5月20日まで放送 |
| 中京広域圏     | 東海テレビ         | フジテレビ系列                               | 金曜 16:00 - 16:30 | 遅れネット |                                       |
| 近畿広域圏     | 関西テレビ         | フジテレビ系列                               | 金曜 17:25 - 17:54 | 遅れネット |                                       |
| 鳥取県・島根県 | 山陰中央テレビ     | フジテレビ系列                               | 木曜 16:00 - 16:30 | 遅れネット |                                       |
| 岡山県・香川県 | 岡山放送           | フジテレビ系列                               | 木曜 16:30 - 17:00 | 遅れネット |                                       |
| 広島県         | テレビ新広島       | フジテレビ系列                               | 金曜 16:30 - 17:00 | 遅れネット |                                       |
| 愛媛県         | テレビ愛媛         | フジテレビ系列                               | 日曜 6:30 - 7:00   | 遅れネット |                                       |
| 高知県         | 高知さんさんテレビ | フジテレビ系列                               | 火曜 15:30 - 16:00 | 遅れネット |                                       |
| 福岡県         | テレビ西日本       | フジテレビ系列                               | 日曜 9:00 - 9:30   | 同時ネット |                                       |
| 佐賀県         | サガテレビ         | フジテレビ系列                               | 日曜 9:00 - 9:30   | 同時ネット |                                       |
| 長崎県         | テレビ長崎         | フジテレビ系列                               | 水曜 15:30 - 16:00 | 遅れネット |                                       |
| 熊本県         | テレビ熊本         | フジテレビ系列                               | 木曜 15:30 - 16:00 | 遅れネット |                                       |
| 宮崎県         | テレビ宮崎         | フジテレビ系列 日本テレビ系列 テレビ朝日系列 | 金曜 16:00 - 16:30 | 遅れネット |                                       |
| 鹿児島県       | 鹿児島テレビ       | フジテレビ系列                               | 火曜 16:30 - 17:00 | 遅れネット |                                       |

## 劇場版
2002年7月20日に東映アニメフェアで上映された。同時上映は「キン肉マンII世 マッスル人参争奪!超人大戦争」、「激闘!クラッシュギアTURBO カイザバーンの挑戦!」。興行収入4.6億円。
デジモン人気が降下していたことに加え、同時上映から恒例だった「おジャ魔女どれみ」シリーズを外したことが影響して、動員数は去年比40%という厳しいものだった。これをもって、東映アニメフェアは終了することになった。
この映画で声優に初挑戦した上原多香子だが、この数年後に別の映画の声優に抜擢された際に「声優初挑戦」という旨の発言をしている。
本編のDVDは2003年3月21日、BDは本作品を含む全作品を収録したデジモン映画のBD-BOX『DIGIMON MOVIE COLLECTION 1999-2006』が2015年1月9日発売。

### ストーリー（劇場版）
デジタルワールドの「さまよえる島」に迷い込んだ拓也たちはヒューマンデジモンとビーストデジモンの戦争に巻き込まれてしまう。拓也たちはその戦争を止めようとするが、実はその戦争の裏には秘密が隠されていた。

### 登場人物
ヒューマンデジモン
コテモン
声 - 川田妙子
成長期のヒューマンデジモン。剣道で使うような面を被っている。ベアモンとは大の仲良し。ヒューマンデジモンとビーストデジモンの争いを止めるためにオニスモンを蘇らせようとする。
ディノヒューモン
声 - 上田祐司
ヒューマンデジモンを率いるリーダー的存在。拓也がヒューマンスピリットでアグニモンに進化したことで彼を仲間に引き入れようとしていた。ダルクモンに心酔している。
ダルクモン
声 - 上原多香子
ヒューマンデジモンの指導者。無意味な戦いは好まない性格だが、戦わなければならない時には勇敢に立ち向かう。実は、ムルムクスモンの変装。
ヤシャモン
声 - 永野善一
ノヘモン
声 - 小栗雄介
フレイウィザーモン
声 - 石塚堅
プッチーモン
声 - 松本美和
以上のデジモンは集団で兵士を務めている。
ユキミボタモン
声 - 埴岡由紀子
ポヨモン
ツブモン
以上の幼年期デジモンはヒューモンの町に集団で住んでいる。コテモンと同じく争いの無い平和を望んでいる。
ビーストデジモン
ベアモン
声 - 岡村明美
成長期のビーストデジモン。小熊のような姿をしている。コテモンとは大の仲良しで、コテモンと同じくヒューマンデジモンとビーストデジモンの争いに胸を痛めていた。
グリズモン
声 - 三宅健太
ビーストデジモンを率いるリーダー的存在でもあり、ベアモンの兄。輝二がビーストスピリットでガルムモンに進化したことで彼を仲間に引き入れようとしていた。ヒポグリフォモンに心酔している。
ヒポグリフォモン
声 - 緑川光
ビーストデジモンの指導者。仲間がデジタマになった時は涙を流して悲しみ、ヒューマンデジモンを排除することを望んだ。実は、ムルムクスモンの変装。
ムースモン
声 - 伊藤栄次
ブルモン
声 - 西松和彦
プレイリモン
声 - 金光宣明
ゴートモン
ボアモン
ビットモン
以上のデジモンは集団で兵士を務めている。
パオモン
声 - 村岡雪枝
プルルモン
以上の幼年期デジモンはビーストの町に集団で住んでいる。ベアモンと同じく争いを嫌っている。
ムルムクスモン
声 - 山口健
魔力で色々な姿へと変えることのできるデジモン。かつて、デジタルワールドで悪事を働いたため追放されていた。オニスモンを蘇らせるために、ある陰謀を巡らせていた。
オニスモン
遥か古代に絶滅したデジモン。「さまよえる島」の守り神として崇められていたが、実際は「さまよえる島」に災いをもたらしたデジモン。凄まじい力を持っている。
エンシェントグレイモン
かつてルーチェモンを倒した伝説の十闘士であり、拓也の持っている炎のスピリットの起源でもある。オニスモン同様、島の守り神として崇められている。
エンシェントガルルモン
かつてルーチェモンを倒した伝説の十闘士であり、輝二の持っている光のスピリットの起源でもある。オニスモン同様、島の守り神として崇められている。

### スタッフ（劇場版）
- 監督 - 今村隆寛
- 脚本 - 富田祐弘
- キャラクターデザイン - 中鶴勝祥
- 作画監督 - 山室直儀
- 美術監督 - 行信三
- 音楽 - 有澤孝紀

## 朗読劇
|   | 作品名                                          | 公演名                                                  | 公演日        | 配信日        | 舞台監督 | 朗読台本   |
| - | ----------------------------------------------- | ------------------------------------------------------- | ------------- | ------------- | -------- | ---------- |
| 1 | デジモン:One Night Stand                        | We Love DiGiMONMUSiC お台場メモリアルコンサート2003-春- | 2003年4月6日  | N/A           | 角銅博之 | まさきひろ |
| 2 | デジモンフロンティア 謎のメール再び!犯人は誰だ! | デジフェス2022                                          | 2022年7月30日 | 2022年7月30日 | 清水雅文 | 大和屋暁   |

## 映像ソフト化
本編のDVDは2003年1月21日から同年12月5日にかけて発売。全話収録のDVD-BOXが2007年8月24日に発売された。2019年4月2日には全話収録のBlu-ray BOXが発売された。

## CD

### マキシシングル
- 『FIRE!! / With the Will』 歌 - 和田光司 2002年4月24日発売
- 『イノセント 〜無邪気なままで〜』 歌 - 和田光司 2002年5月22日発売
- 『FIRE!!（期間生産限定盤）』 歌 - 和田光司 2002年7月24日発売 - 2002年夏東映アニメフェア『デジモンフロンティア 古代デジモン（オニスモン）復活!!』主題歌
- 『an Endless tale』 歌 - 和田光司&AiM 2002年11月22日発売
- 『The last element』 歌 - アユミ 2003年2月5日発売 - ハイパースピリットエボリューション挿入歌

### アルバム
- 『デジモンフロンティア 歌と音楽集』 音楽：有澤孝紀 2002年8月22日発売 - 劇中で使われたBGMやTVサイズのOP・EDを収録。
- 『デジモンフロンティア キャラクターソング・コレクション『サラマンダー』』 2002年10月2日発売 - メイン6人とボコモン&ネーモン、ダスクモンのキャラクターソングを収録。OP、ED、挿入歌も収録されている。
- 『デジモンフロンティア クリスマススマイル』 2002年11月6日発売 - 各キャラクターや和田光司が歌うクリスマスソングを収録。ボーナストラックとして、各キャラクターの進化時の台詞が収録されている。
- 『デジモンフロンティア ベストヒットパレード』 2003年4月2日発売 - OP、ED、挿入歌などが全て収録されたベストアルバム。

### ドラマCD
- 『デジモンフロンティア オリジナルストーリー 伝えたいこと』 2003年4月23日発売 - 最終回後の子供たちを描いたドラマCD。
- 『デジモンフロンティア　希望という名の電車』 2019年4月2日発売 - 高校生に成長した拓也たちを描いたドラマCD。同日発売のBlu-ray BOXに付属。